# Ferulago lutea
Ferulago lutea là một loài thực vật có hoa trong họ Hoa tán. Loài này được (Poir.) Grande mô tả khoa học đầu tiên năm 1914.